# 鎌田梢
鎌田 梢（かまだ こずえ、9月11日 - ）は、日本の女性声優。青二プロダクション所属。宮城県出身。

## 略歴
宮城県宮城野高等学校、青二塾東京校2部3期生卒業。

## 人物
方言は東北弁（仙台）。
声優としては、多数のアニメ、洋画、ゲームなどに出演している。
資格・免許は普通自動車免許、仏検5級。
イラストレーターのえいひは妹。

## 出演
太字はメインキャラクター。

### テレビアニメ
2002年
- スーパークマさん（子供A）

2003年
- アストロボーイ・鉄腕アトム（子供たち、子供、チームメイト）
- 宇宙のステルヴィア（女子生徒B）
- F-ZERO ファルコン伝説（女の子3）
- ソニックX（子供、ブー2）

2004年
- 双恋（同級生E）
- ふたりはプリキュア（2004年 - 2005年、ユリコ） - 2シリーズ
- 冒険王ビィト（子供）
- ボボボーボ・ボーボボ（コパッチ2、女子アナ、オオカミ五郎 他）
- リングにかけろ1（剣崎ガールズ、石松の妹）
- ONE PIECE（ナース、リカ、少女、黒帽子の学者 他）

2005年
- UG☆アルティメットガール（女の子、店員）
- ガイキング LEGEND OF DAIKU-MARYU（女生徒）
- Xenosaga THE ANIMATION（百式観測器）
- D.C.S.S. 〜ダ・カーポ セカンドシーズン〜（女子）
- BECK（女）
- まじめにふまじめ かいけつゾロリ（子供）

2006年
- 怪 〜ayakashi〜
  - 「四谷怪談」（在所嬢）
  - 「天守物語」（桔梗）
  - 「化猫」（坂井真央、タマキ）

- 神様家族（女子生徒）
- 出ましたっ!パワパフガールズZ（マサオ、靴屋の店員）
- 爆球Hit! クラッシュビーダマン（子供A）
- 祝!(ハピ☆ラキ)ビックリマン（2006年 - 2007年、ニャンニャンチアガール、天女、縁縄天女、娘）
- 貧乏姉妹物語（アサノさん、越後屋の使用人、看護師、きょうの同級生）
- リングにかけろ1 日米決戦編（ケンザキガールズ、石松の妹）

2007年
- モノノ怪 「鵺」（少女、悲しい人）

2008年
- あたしンち（ミホ）

2012年
- 聖闘士星矢Ω（アルネ）

2013年
- 京騒戯画（鞍馬寺広報）

2014年
- ワールドトリガー（2014年 - 2021年、結束夏凛、イズカチャ、今結花） - 2シリーズ

2017年
- ONE PIECE エピソードオブ東の海 〜ルフィと4人の仲間の大冒険!!〜

### 劇場アニメ
2007年
- ONE PIECE エピソードオブアラバスタ 砂漠の王女と海賊たち

2012年
- ONE PIECE FILM Z

### OVA
2003年
- サクラ大戦 エコール・ド・巴里（白猫ダンサーズ）

2004年
- サクラ大戦 ル・ヌーヴォー・巴里（観客たち）
- チャーミーキティ（おもちゃ）

2005年
- イリヤの空、UFOの夏（廣川 他）

### ゲーム
2004年
- BLACK/MATRIX OO（マティア）

2005年
- 三国志大戦（U蔡文姫、甘皇后、SR黄月英 他）
- シャイニング・フォース ネオ（ドリュウ）
- 旋光の輪舞（ツィーラン）
- 卒業 Next Graduation（2005年 - 2006年、中本梓） - 2作品
- テイルズ オブ レジェンディア（エルザ・オルコット 他）

2006年
- NINETY-NINE NIGHTS（テュルル）

2007年
- ルニア戦記（エイル）
- Wonderland ONLINE（リン）

2008年
- ファンタシースターZERO（サリサ）
- ユグドラ・ユニオン（イシーヌ、ミステール）
- ルーンファクトリー2（ロザリンド・レムナンド・ヴィヴィアージュ）

2009年
- ラブプラス
- 龍が如く3

2010年
- ラブプラス+

2011年
- テイルズ オブ エクシリア（ドロッセル・K・シャール）

2012年
- 英雄伝説 零の軌跡 Evolution（コリン・ヘイワース）
- テイルズ オブ エクシリア2（ドロッセル・K・シャール）
- デジモンワールド リ:デジタイズ
- NEWラブプラス（尾鳥和香）

2013年
- ゴッドイーター2（プレイヤーボイス）
- STORM LOVER 2nd（冨士村千佳）

2015年
- オトカ♥ドール（織姫ちい）

2018年
- 三国志大戦（第2期）（LE王異、LE甘夫人、LE董白）

### ドラマCD
2003年
- テイルズ オブ デスティニー2 第4巻（新聞少年）

2005年
- サムライガン 弾道（あやめ）
- テイルズオブシンフォニア アンソロジー1〜ロデオライド・ツアー〜Vol.2（ミア）

2007年
- ときめきメモリアル Girl's Side 2nd Kissドラマ&イメージソングアルバム Vol.3（天地三葉）

2008年
- 書籍 美少女忍者 シャイニンガール! 豪華版ドラマCD（服部リサコ）

2009年
- ペルソナ4 Vol.2

2010年
- 真・女神転生 STRANGE JOURNEY（ジャックフロスト）
- ユグドラ・ユニゾン 〜聖剣武勇伝〜（ミステール、ウンディーネ）
- ラブプラス Sound Portrait 高嶺愛花（尾鳥和香）

2011年
- 零の軌跡 レン物語 〜陽光のぬくもりに抱かれて〜（コリン・ヘイワース）

### 吹き替え
- アメリカン・グラフィティ2（ティーンサ）
- セサミストリート（イングリッド、ママベア）※テレビ東京版、DVD版
- セサミストリート（ママベア）※U-NEXT版
- トップガン（グースの息子）
- ヘラクレス（子供）
- ミート・ザ・ペアレンツ2（リトル・ジャック）

### ナレーション
- アカデミーナイト - TBS
- ブロスタTV - BS朝日
- ハンサムキッチン - CSフジテレビONE/TWO
- OTOSEN - BSフジ
- DVD 「のら暦 *ねこ休みネコ遊ビ*」

### ラジオ
- シャイニンガールれいでぃお 小町の茶飲み話（2006年11月6日 - 2009年3月28日）

### テレビ番組
- 櫻井孝宏の（笑） 第3弾（2007年7月29日、8月4日）板東愛、加藤英美里と共にジャッジ役として出演
- マッサン（2014年）ヘレンの日本語吹き替え
- 東京一人暮らし2020 〜安村・チョコプラが進化する渋谷でこだわりのあれこれ 大〜発見SP〜(2020)ナレーション[12]

### その他コンテンツ
- パチスロ リオパラダイス（リオ）
- パチスロ Rio2 -クルージング・ヴァナディース-（リオ）
- シャイニンガール!（服部リサコ）
- もえよん（もえよん謹製もえかるた 読み手音声）
- 声優チャット
- 大東建託（いいへやラビット）[13]